# Meroscalsis weisei
Meroscalsis weisei — жук подсемейства щитовок из семейства листоедов.

## Распространение
Встречается в Сомерсете в Квинсленде, Австралия.